# Sjundeå hembygdsmuseum
Sjundeå hembygdsmuseum (fin. Siuntion kotiseutumuseo) är ett hembygdsmuseum i Sjundeå i Nyland. Museet som upprätthålls av Hembygdens vänner i Sjundeå rf. ligger i Sjundeå kyrkoby. Till museet hör en före detta skolbyggnad, den så kallade Fredriksbergs skola, två bodar, ett lider, en ryggåsstuga, den så kallade Petroffska stugan och en vaktmästarbostad.
I Fredriksbergs skolbyggnad, som är museets huvudbyggnad, finns interiör- och föremålsutställningar. Ämnen som behandlas är bland annat Sjundeås fornhistoria, Porkalaparentesen och Mona Leos teaterdockor. I museet finns också delar av Sjundeå S:t Petri kyrkas första orgel. Sjundeå var första landbygdsförsamling att ha en egen orgel i kyrkan.
Sjundeå hembygdsmuseum byggdes på sin nuvarande plats efter andra världskriget. Det ursprungliga museet fanns vid Sjundeå stationssamhälle i Fanjunkars torp som förstördes under Porkalaparentesen.
Invid museet på Krejansberget finns fem ståtliga gravrösen från bronsåldern. Från museet leder en stig upp till berget och där öppnar sig en vid utsikt över kyrkoådalen med bland annat S:t Petri kyrka och Svidja slott.

## Bilder

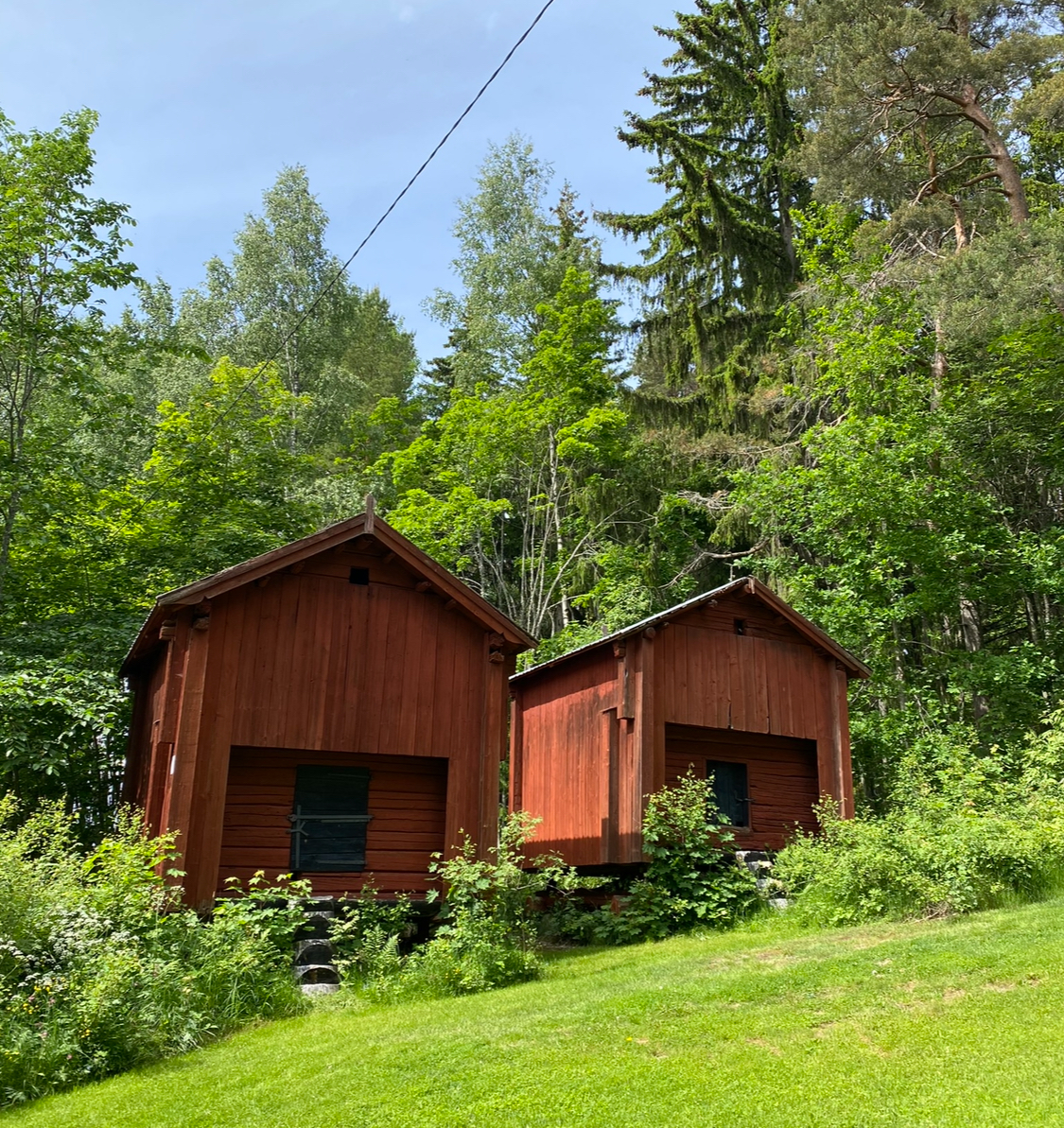
Två bodar vid Sjundeå hembygdsmuseum.
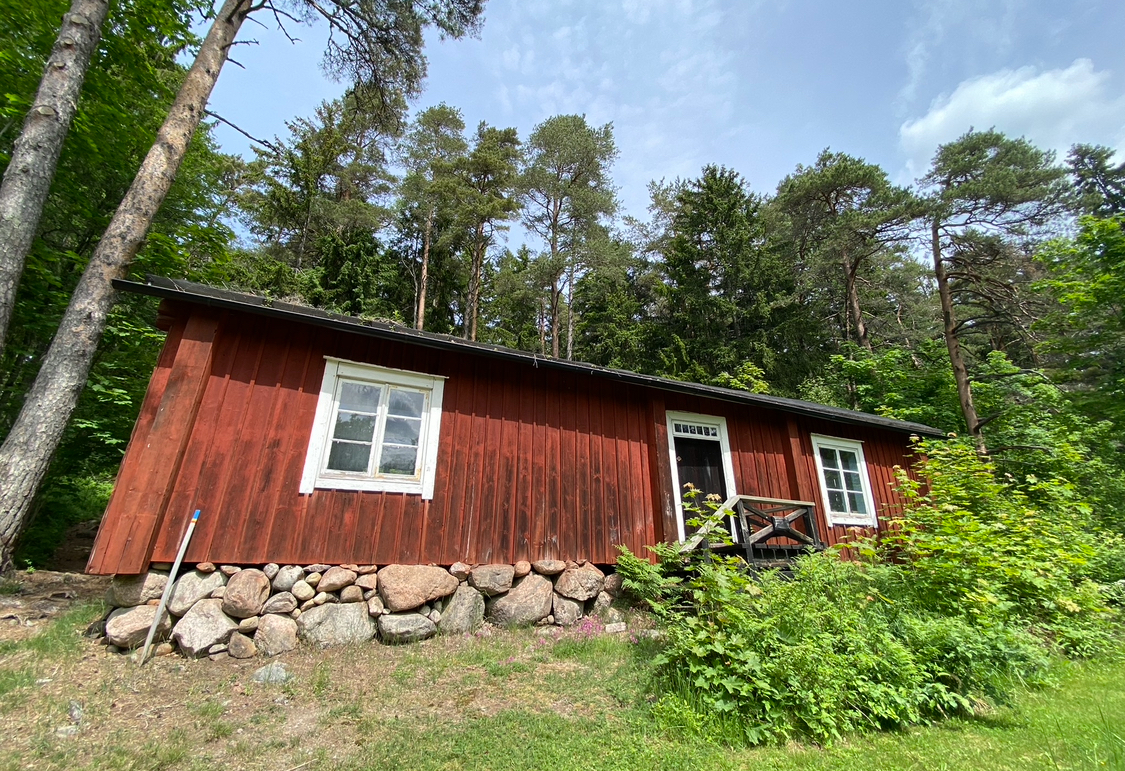
Ryggåsstugan vid museet.
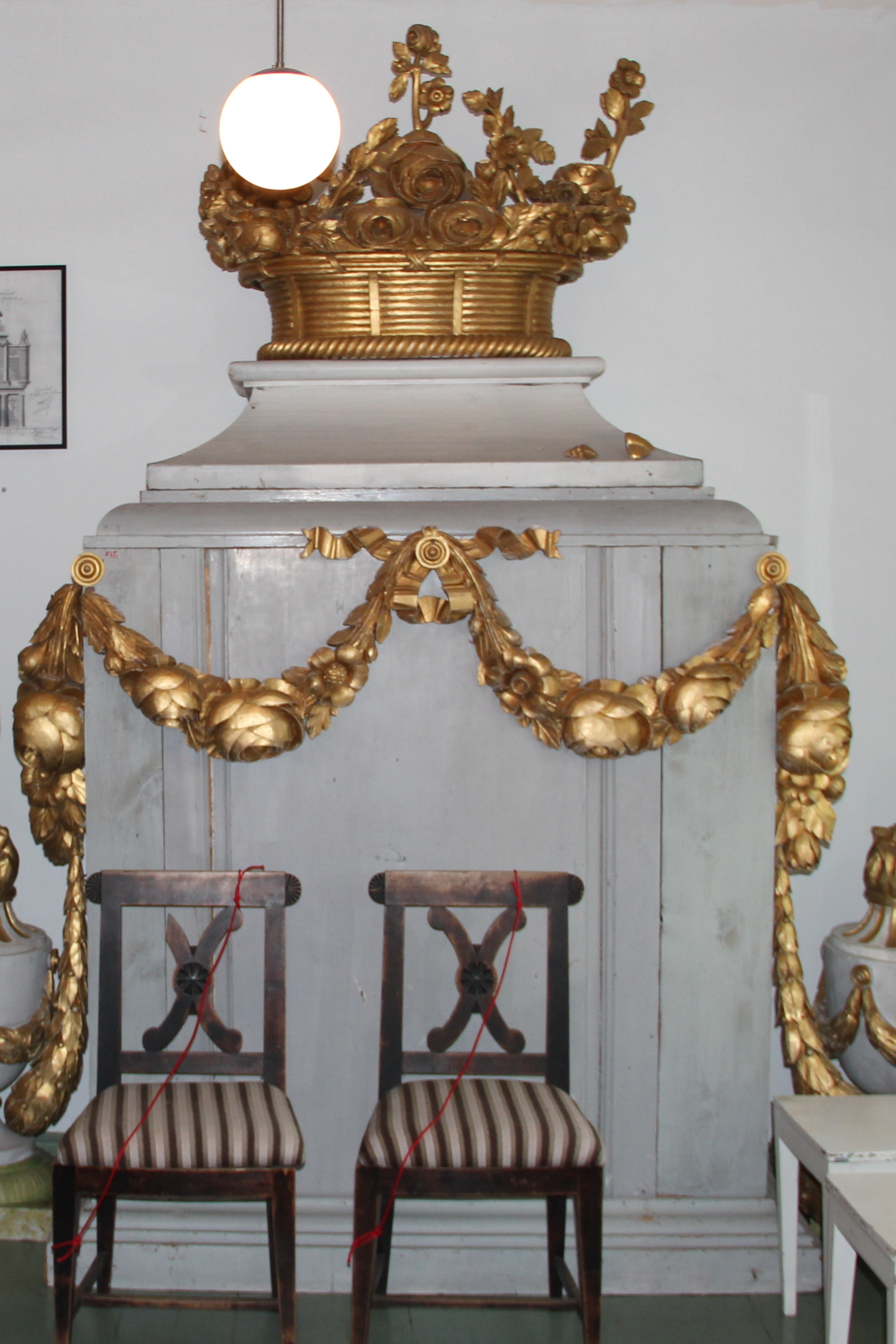
En del av Sjundeå kyrkas gamla orgel från 1700-talet i hembygdsmuseet.
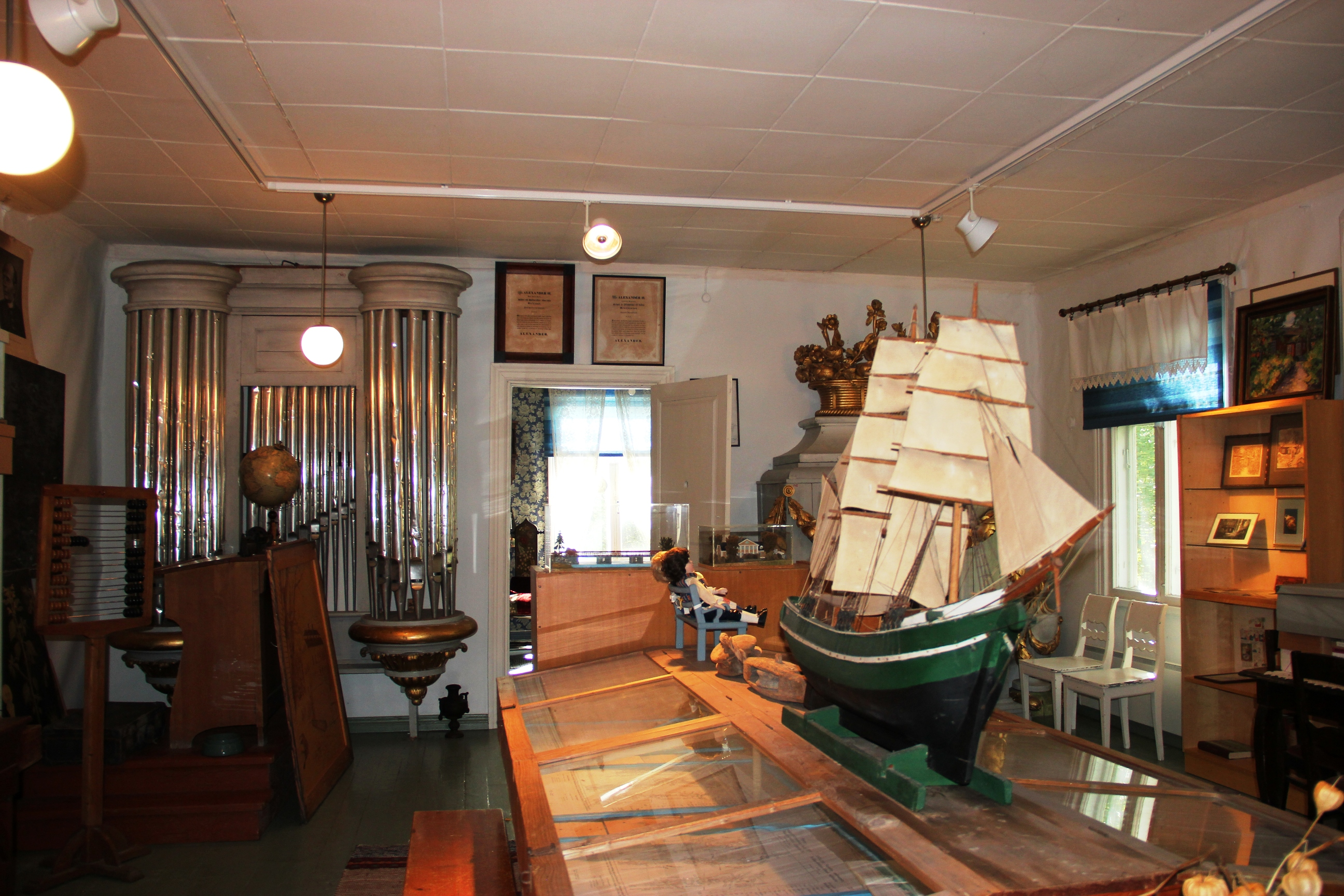
Utställningssalen.
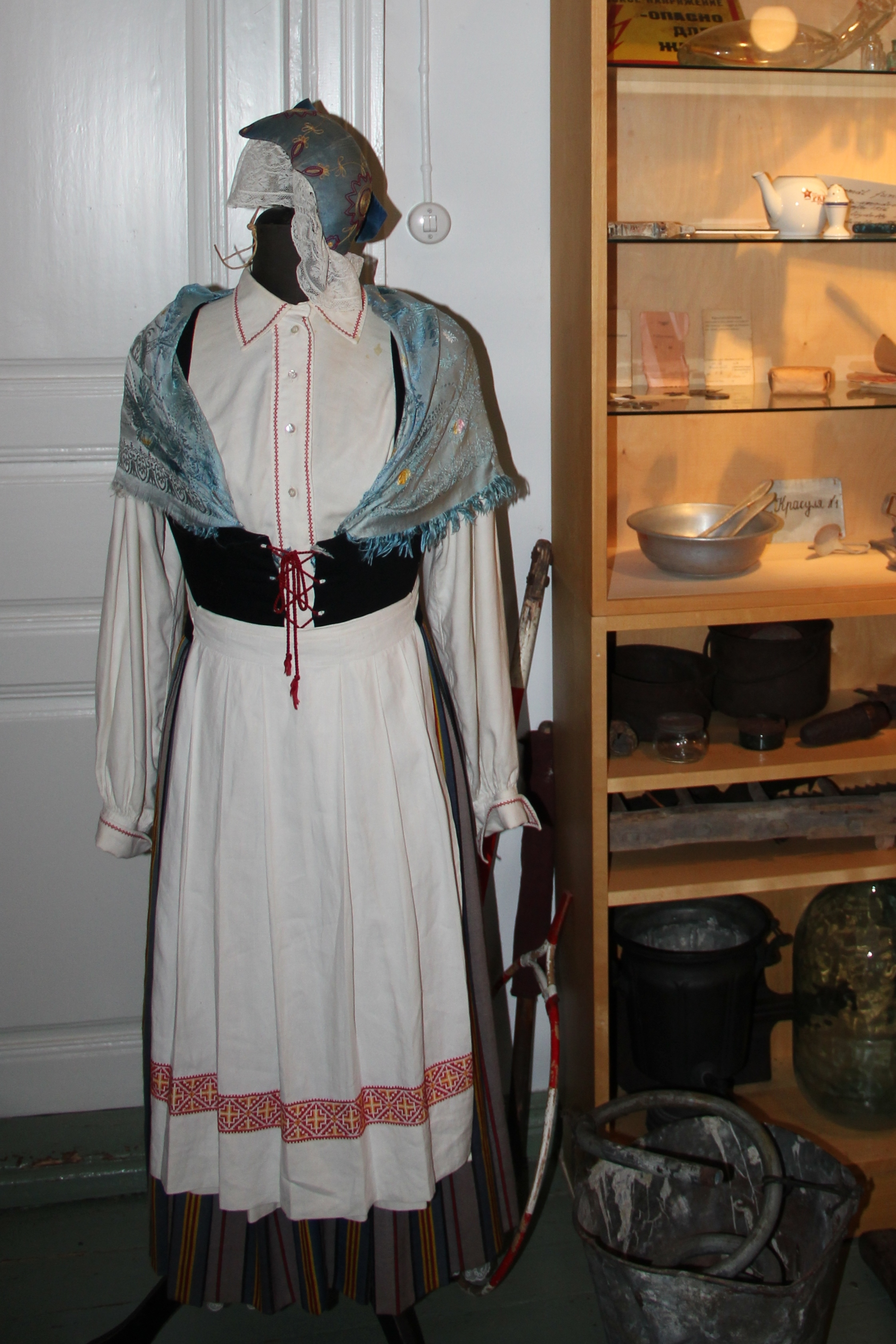
Sjundeå folkdräkt i hembygdsmuseet.